# 樊建
樊 建（はん けん、生没年不詳）は、中国三国時代から西晋の政治家。蜀漢と西晋に仕えた。字は長元、荊州義陽郡義陽県の人（「諸葛亮伝」が引く『晋百官表』）。『三国志』蜀志に独立した伝はないが、「諸葛亮伝」に記録がある。

## 概要
諸葛亮の死後、董厥の後任として尚書令となった。延熙14年（251年）、校尉の地位であったが、このとき呉への使者として赴いた。孫権は重病で樊建と直接対面することができなかったため、諸葛恪に対し樊建の人物を、かつて使者として呉を訪れた宗預と比較する形で尋ねた。諸葛恪は「宗預に才能・見識では及ばないが、性質では優っている」と評した。
後に侍中・尚書令となった。景耀4年（261年）、諸葛瞻と董厥が平尚書事になると、樊建と三名で国政を預かることとなった。黄皓が政治の実権を握るようになっていたが、樊建らはお互いに庇い合うのみで、政治の歪みを正すことはできなかった。ただし、樊建だけは黄皓と私的に親しくすることはなかったという。
景耀6年（263年）、魏が蜀に侵攻し、劉禅は降伏した。翌年春、劉禅が一家揃って洛陽へ移送されることになると、樊建は董厥と共に従った。洛陽に到着すると、旧蜀の群臣たちとともに列侯に封じられた（「後主伝」）。
その後、董厥と共に相国参軍となり、秋には董厥と共に散騎常侍を兼任した上で、蜀の民心鎮撫に努めたという。
西晋の給事中であったとき、司馬炎（武帝）に諸葛亮の治世について質問されると、これを賞賛して述べた。司馬炎もこれを受けて諸葛亮を賞賛すると、先に成都において鍾会の讒言で冤罪で誅殺されていた鄧艾の罪の赦免を、平伏して嘆願した。司馬炎は笑ってこれを容認したという（「諸葛亮伝」が引く『漢晋春秋』）。

## 三国志演義
小説『三国志演義』では、諸葛亮に従い文官として北伐に参加している。諸葛亮から杖刑を受けた馬岱を慰める役目を果たした。